# Vlashuttentut
De Vlashuttentut of kleinzadige huttentut (Camelina sativa subsp. alyssum, synoniemen: Camelina alyssum, Camelina dentata en  Camelina foetida) is een eenjarige plant, die behoort tot de kruisbloemenfamilie. De soort staat op de Nederlandse Rode Lijst van planten als niet meer aanwezig. Ze kwam tot 1931 in Nederland in vlasakkers voor. In de oudheid werd vlashuttentut geteeld voor de oliehoudende zaden. Vlashuttentut komt van nature voor in Oost- en Midden-Europa en in Midden- en West-Azië en is van daaruit verder verspreid naar Noord-Amerika.
De plant wordt 20 - 80 cm hoog. De plant bloeit van mei tot in juli met gele, 4 - 5,5 mm grote bloemen. de bloeiwijze is een tros. De rechtopstaande stengels zijn bovenaan vertakt. De bladeren zijn vaak getand of gelobd, maar soms zijn ze gaafrandig. De bladeren onderaan de plant zijn steelvormig versmald, die bovenaan de stengel zijn stengelomvattend met oortjes of hebben een pijlvormige voet.
De tweehokkige vrucht is een peervormig, 5 - 10 mm lang hauwtje. De kleppen hebben een duidelijke middennerf. De zaden zijn  2 - 3 mm groot.

## Afbeeldingen

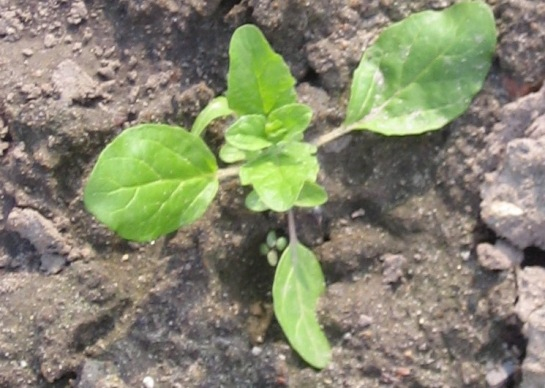
Jonge plant
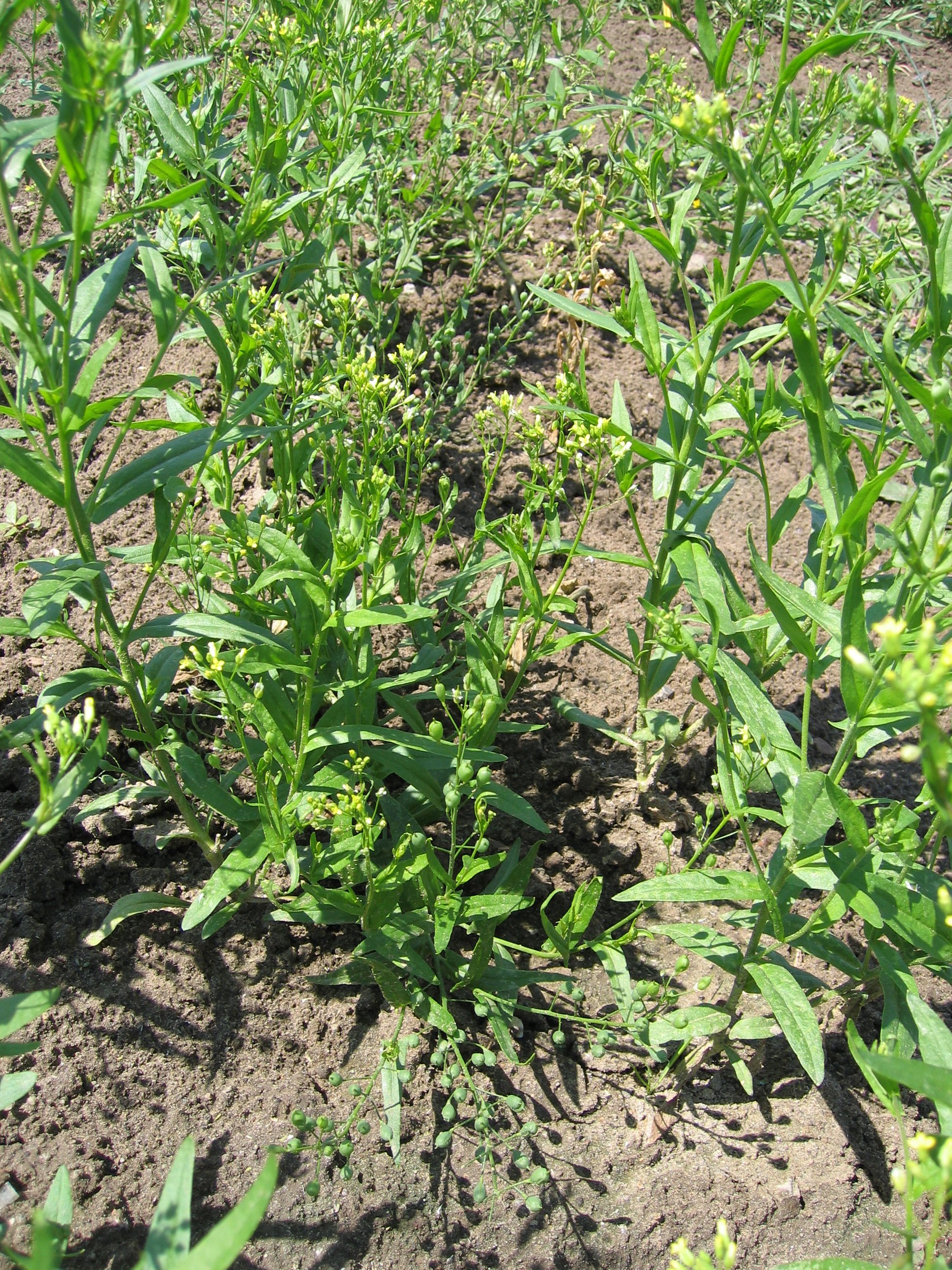
Planten
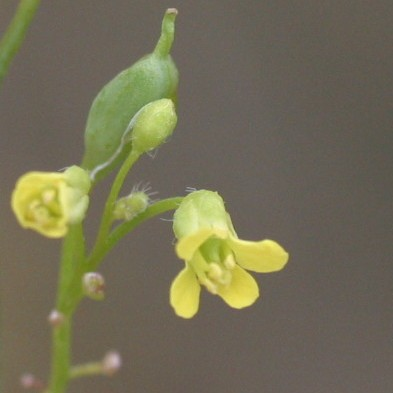
Bloem
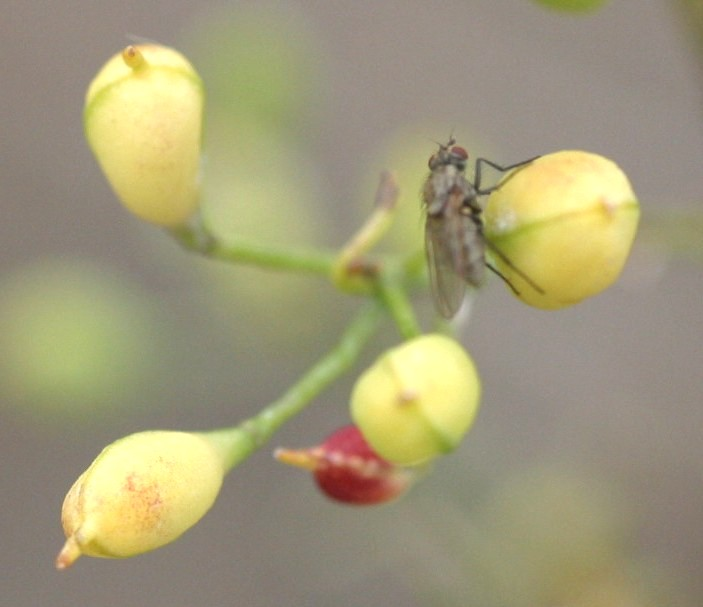
Hauwtjes
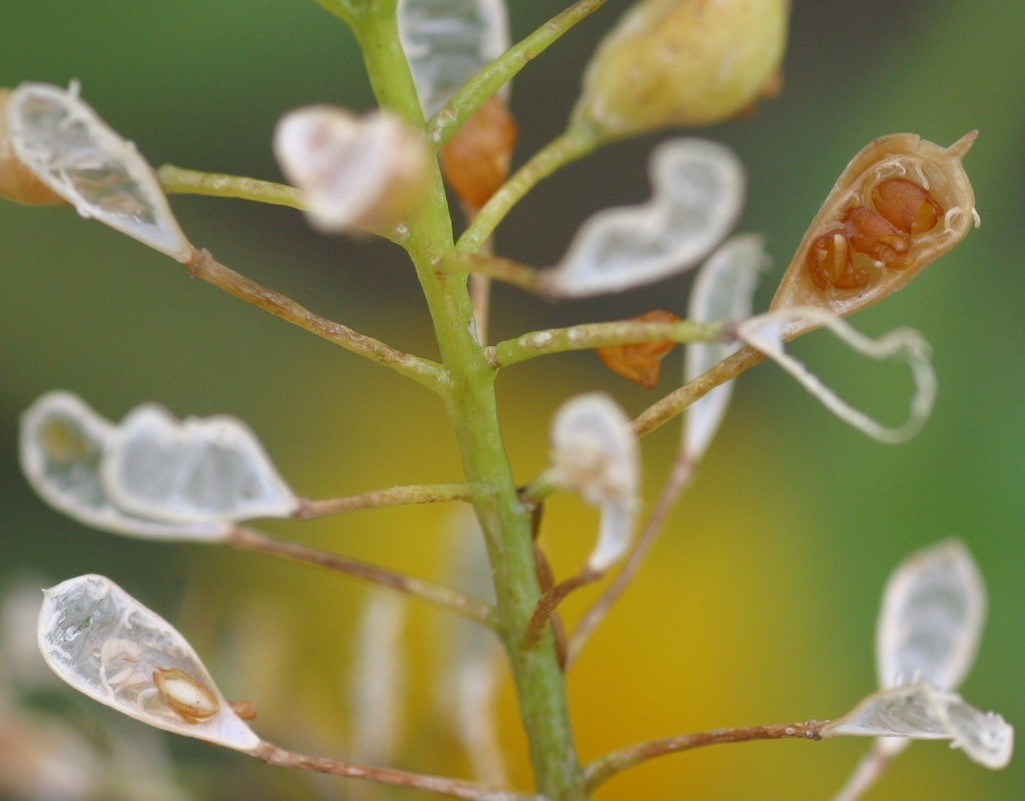
Hauwtjes
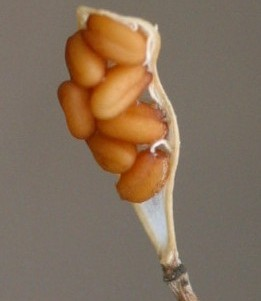
Hauwtje met zaden